# Sdružení měst a obcí Vltava
DSMaO Vltava je dobrovolný svazek měst a obcí v okresu České Budějovice, jeho sídlem jsou Chrášťany a jeho cílem je všeobecná ochrana životního prostředí. Sdružuje celkem 14 obcí a byl založen v roce 2001.

## Obce sdružené v mikroregionu
- Bečice
- Čenkov u Bechyně
- Dobšice
- Dolní Bukovsko
- Dražíč
- Hartmanice
- Horní Kněžeklady
- Hosty
- Chrášťany
- Modrá Hůrka
- Temelín
- Týn nad Vltavou
- Všemyslice
- Žimutice